# Коновалова, Виолетта Емельяновна
Виоле́тта Емелья́новна Конова́лова (укр. Віолетта Омелянівна Коновалова; 30 марта 1927, Черкасские Тишки, Липецкий район, Харьковский округ, Украинская ССР — 27 ноября 2023) — советский и украинский учёный-правовед, специалист в области криминалистики. Первая женщина в СССР — доктор юридических наук по специальности «криминалистика» (1966), профессор (1969).
Профессор (1969—1981 и 1996—2017) и заведующая (1981—1996) кафедрой криминалистики Харьковского юридического института (ныне — Национальный юридический университет имени Ярослава Мудрого). Академик Национальной академии правовых наук Украины (1993). Заслуженный деятель науки и техники Украинской ССР (1981).

## Биография
Виолетта Коновалова родилась 30 марта 1927 года в селе Черкасские Тишки Липецкого района Харьковского округа, ныне этот населённый пункт входит в состав Харьковского района одноимённой области. В некоторых источниках годом рождения Коноваловой ошибочно назван 1928, а местом рождения — город Харьков.
В 1945 году Виолетта Коновалова поступила в Харьковский юридический институт (ХЮИ), который окончила в 1949 году. Во время учёбы в ХЮИ принимала участие в работе кружка кафедры уголовного права. По окончании ХЮИ Коновалова была направлена работать следователем в Ворошиловскую городскую прокуратуру, однако на этой должности она проработала около года — с 1949 по 1950 год.
В 1950 году получила предложение от профессора М. М. Гродзинского поступить в аспирантуру ХЮИ, которое приняла. В том же году она, написав реферат и сдав экзамены, поступила на аспирантуру кафедры уголовного права, процесса и криминалистики (в 1952 году кафедра криминалистики была отделена). В 1953 году, окончив аспирантуру, начала работать в этом вузе. До 1959 года была ассистентом, с 1959 по 1962 — доцентом и с 1962 по 1964 — старшим научным сотрудником кафедры криминалистики ХЮИ. Помимо того, возглавляла кафедральный научный студенческий кружок, старостой которого в свои студенческие годы был В. Я. Таций.
Заняла должность профессора кафедры криминалистики ХЮИ в 1969 году. В 1975 году Виолетта Емельяновна была избрана в Харьковский областной совет народных депутатов, в котором возглавила комиссию по вопросам социалистической законности. Оставалась депутатом Харьковского облсовета до 1981 года.
В некоторых источниках говорится, что Коновалова заведовала кафедрой криминалистики с 1982 по 1997 год, после чего вновь работала профессором на той же кафедре. Также в некоторых источниках говорится, что Коновалова повторно занимала должность профессора кафедры криминалистики с 1998 года. Однако на самом деле, Виолетта Емельяновна была заведующей кафедрой криминалистики ХЮИ с 1981 по 1996 год (с 1990 года — Украинская юридическая академия, с 1995 — Национальная юридическая академия Украины имени Ярослава Мудрого), после чего вновь заняла должность профессора этой кафедры Национального юридического университета имени Ярослава Мудрого (с 2010 по 2013 — Национальный университет «Юридическая академия Украины имени Ярослава Мудрого», с 2013 года — Национальный юридический университет имени Ярослава Мудрого).
С 1993 по 2004 год была членом Президиума Академии правовых наук Украины (АПрН Украины), по другим данным вошла в состав Президиума в 1997 году. Помимо того, с 1999 по 2003 год возглавляла Координационное бюро по проблемам криминалистики, судебной экспертизы и юридической психологии АПрН Украины, а с 2003 года является заместителем руководителя этого учреждения.
В 2000 году Виолетте Емельяновне Коноваловой было присвоено почётное звание «Заслуженный профессор Национальной юридической академии Украины имени Ярослава Мудрого». В 2017 году оставила должность профессора кафедры криминалистики Национального юридического университета имени Ярослава Мудрого.
Скончалась 27 ноября 2023 года на 97-м году жизни.

## Научная деятельность
В круг научных интересов Виолетты Емельяновны входят такие проблемы как: общая теория криминалистики, криминалистическая тактика, теория и методика расследования преступлений и их отдельных видов, юридическая психология. Коновалова была первой, кто предложил одновременно использовать знания в области логики и психологии в криминалистической тактике. В ряде своих трудов, в том числе докторской диссертации отстаивала мнение о необходимости интегративных отношений между различными областями науки, как способ совершенствования мер противодействия преступности.
В 1953 году Виолетта Емельяновна Коновалова под руководством профессора В. П. Колмакова защитила диссертацию по теме «Тактика допроса свидетелей в советских органах расследования» на соискание учёной степени кандидата юридических наук (её официальным оппонентом был М. М. Гродзинский), а в 1966 году защитила докторскую диссертацию по теме «Теоретические проблемы следовательской тактики (познавательная функция логики и психологии в следовательской тактике)». Виолетта Коновалова была первой в СССР женщиной, которая защитила докторскую диссертацию по криминалистике. В 1989 году ей было присвоено учёное звание доцента, а в 1969 году — профессора. С 1993 года является действительным членом Академии правовых наук Украины (с 2010 — Национальной).
Участвовала в подготовке молодых учёных, являлась научным консультантом 3 докторов и научным руководителем 27 кандидатов юридических наук. Была официальным оппонентом у 30 соискателей учёной степени кандидата юридических наук и у 11 соискателей докторской степени. Являлась членом Учёного совета и Д. 64.068.01 Национального юридического университета имени Ярослава Мудрого по защите кандидатских и докторских диссертаций.
Также занималась научно-практической работой, принимала участие в работе и рецензировании таких законопроектов как: «Об оперативно-розыскной деятельности», «О дактилоскопии», «О борьбе с терроризмом», «О борьбе с экономической преступностью» и «О судебно-экспертной деятельности».
Виолетта Емельяновна Коновалова является автором/соавтором более чем 250 трудов, основными среди которых являются труды по следующим темам:
«Тактика допроса свидетелей и обвиняемых» (1956, соавтор учебного пособия), «Проблемы логики и психологии в следственной тактике» (1970), «Криминалистика» (укр. «Криміналістика»; 1973, 1988, 1998, 2000, 2001, 2001, 2004 и 2008 соавтор учебника), «Организационные и психологические основы деятельности следователя» (1973), «Психология в расследовании преступлений» (1978), «Тактика допроса при расследовании преступлений» (1978), «Следственная тактика: принципы и функции» (1983), «Организация расследования хищений государственного и общественного имущества» (1984), «Криминалистическая характеристика преступлений» (1985), «Расследование хищений государственного и общественного имущества» (1987), «Правовая психология» (укр. «Правова психологія»; 1990 и 1996, соавтор учебного пособия), «Экологические преступления: квалификация и методика расследования» (1994), «Криминалистическая тактика: теории и тенденции» (1997, соавтор учебного пособия), «Обыск: тактика и психология» (1997, соавтор учебного пособия), «Допрос: тактика и психология» (1999, 2006), «Версия: концепция и функции в судопроизводстве» (2000, 2007), «Руководство по расследованию преступлений» (укр. «Керівництво з розслідування злочинів»; 2000, 2008, и 2010 соавтор научно-практического пособия), «Убийство: искусство расследования» (2001, 2006 и 2013), «Настольная книга следователя» (укр. «Настільна книга слідчого»; 2003, 2007, 2008 и 2011, соавтор научно-практического издания), «Юридическая психология: Академический курс» (укр. «Юридична психологія: Академічний курс»; 2004 и 2008, соавтор учебника), «Основы юридической психологии» (2005, 2006, 2007, 2008, 2009 и 2010, соавтор учебника), «Расследование преступлений в сфере хозяйственной деятельности (отдельные криминалистические методики)» (укр. «Розслідування злочинів у сфері господарської діяльності (окремі криміналістичні методики)»; 2006, соавтор), «Правовая доктрина Украины. В 5 т.» (укр. «Правова докторина України»; 2013, соавтор).
Входила в состав ряда редакционных советов ряда юридических периодических изданий: «Вестник Национальной академии правовых наук Украины», «Проблемы законности», «Теория и практика судебной экспертизы и криминалистики», «Криминалист первопечатный» и «Вестник уголовного судопроизводства».

## Награды
Виолетта Емельяновна Коновалова была удостоена следующих наград, званий и отличий:
- Орден княгини Ольги III степени (Указ Президента Украины от 19 ноября 2003) — «за значительный личный вклад в развитие юридической науки, подготовку высококвалифицированных юристов, многолетнюю научную и педагогическую деятельность»[23];
- Медаль «В ознаменование 100-летия со дня рождения Владимира Ильича Ленина» (1969);
- Почётное звание «Заслуженный деятель  науки и техники Украинской ССР» (1981);
- Почётная грамота Министерства юстиции Украинской ССР[укр.] (1973);
- Персональный стипендиат Президента Украины, как выдающийся деятель науки (2001—2004);
- Четырёхкратный лауреат премии имени Ярослава Мудрого, (2001, 2003, 2006 и 2017);
- Золотая медаль Национальной академии правовых наук Украины (2017);
- Медаль Герберта Маннса (2015);
- Почётное звание «Заслуженный профессор Национальной юридической академии Украины имени Ярослава Мудрого» (2000);
- Почётный знак (орден) I степени Национального юридического университета имени Ярослава Мудрого (2014).